# Carlsbadské jeskyně
Carlsbadské jeskyně (anglicky Carlsbad Caverns) jsou jedny z nejkrásnějších jeskyní v USA i na celém světě. Jeskyně se nacházejí v Guadalupských horách v Novém Mexiku poblíž města Carlsbad. Do přístupných částí jeskyní je možné slézt přirozeným vstupem nebo sjet výtahem.
Hlavní prostory jeskyně byly prozkoumány Jimem Whitem. V jeskyni se nachází mnoho dómů, z nichž Dóm gigantů patří mezi největší jeskynní prostory na světě. Další významné prostory jsou například Velký dóm, Novomexický dóm, Králův palác, Královnina komnata, Dóm indiánského dítěte či Dóm zeleného jezera. Většina prostor vyniká překrásnou krápníkovou výzdobou, mezi nejznámější krápníky patří Totem a Prst čarodějnice.
Název města Carlsbad pochází z německého pojmenování Karlových Varů.

## Národní park Carlsbadské jeskyně

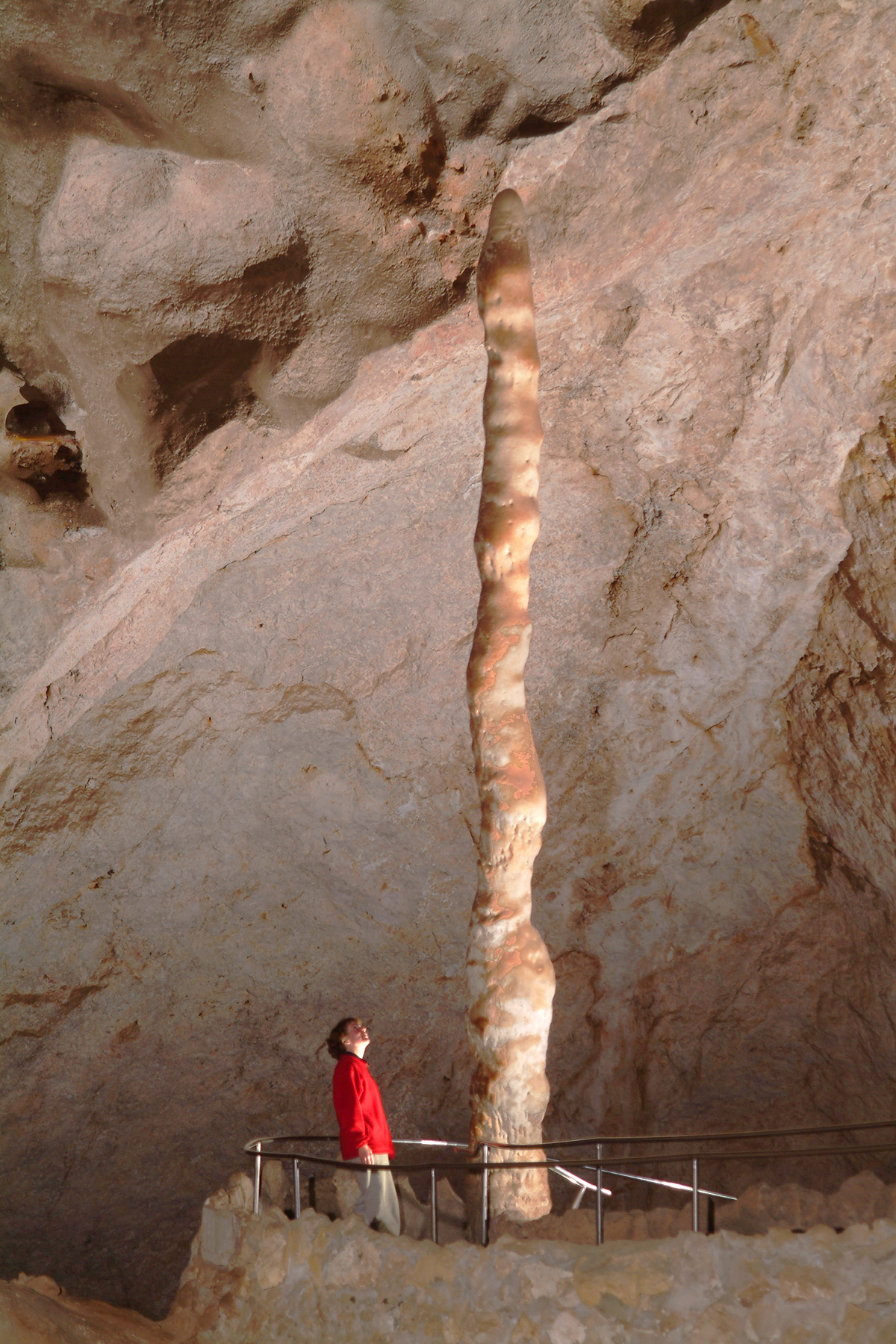
Stalagmit Prst čarodějnice

Okolí, kde se nachází dalších více než 80 jeskyní bylo v roce 1930 vyhlášeno národním parkem. Ten byl v roce 1995 zapsán na seznam světového dědictví UNESCO.
Poblíž se nachází jeskyně Lechuguilla – nejhlubší jeskyně v USA a jedna z nejdelších jeskyní světa.